# 深绿卷柏
生根卷柏（学名：Selaginella doederleinii doederleinii），又名深绿卷柏，古稱石上柏，臺灣話稱為石刀柏（Tsio̍h-to-peh），为卷柏科卷柏属下的一个亚种，有些學者則視作變種（S. d. var. doederleinii）。中醫中有清熱解毒之效。

## 扩展阅读
- 維基物種上的相關：深绿卷柏